# Thunbergia brachytyla
Thunbergia brachytyla är en akantusväxtart som beskrevs av Cornelis Eliza Bertus Bremekamp. Thunbergia brachytyla ingår i släktet thunbergior, och familjen akantusväxter. Inga underarter finns listade i Catalogue of Life.